# Anna Pérez i Català
Anna Pérez i Català (Badalona, 1990) és una ambientòloga catalana establerta al Pallars Sobirà, especialitzada en canvi climàtic, transició ecològica i desenvolupament internacional.